# Silberdachs
Der Silberdachs (Taxidea taxus) ist eine Raubtierart aus der Familie der Marder (Mustelidae). Er lebt in Nordamerika, wo er schlicht als „der Dachs“ (badger) bezeichnet wird. Nach neuen Erkenntnissen ist er jedoch mit den altweltlichen Dachsen (Melinae) nicht allzu nahe verwandt.

## Merkmale

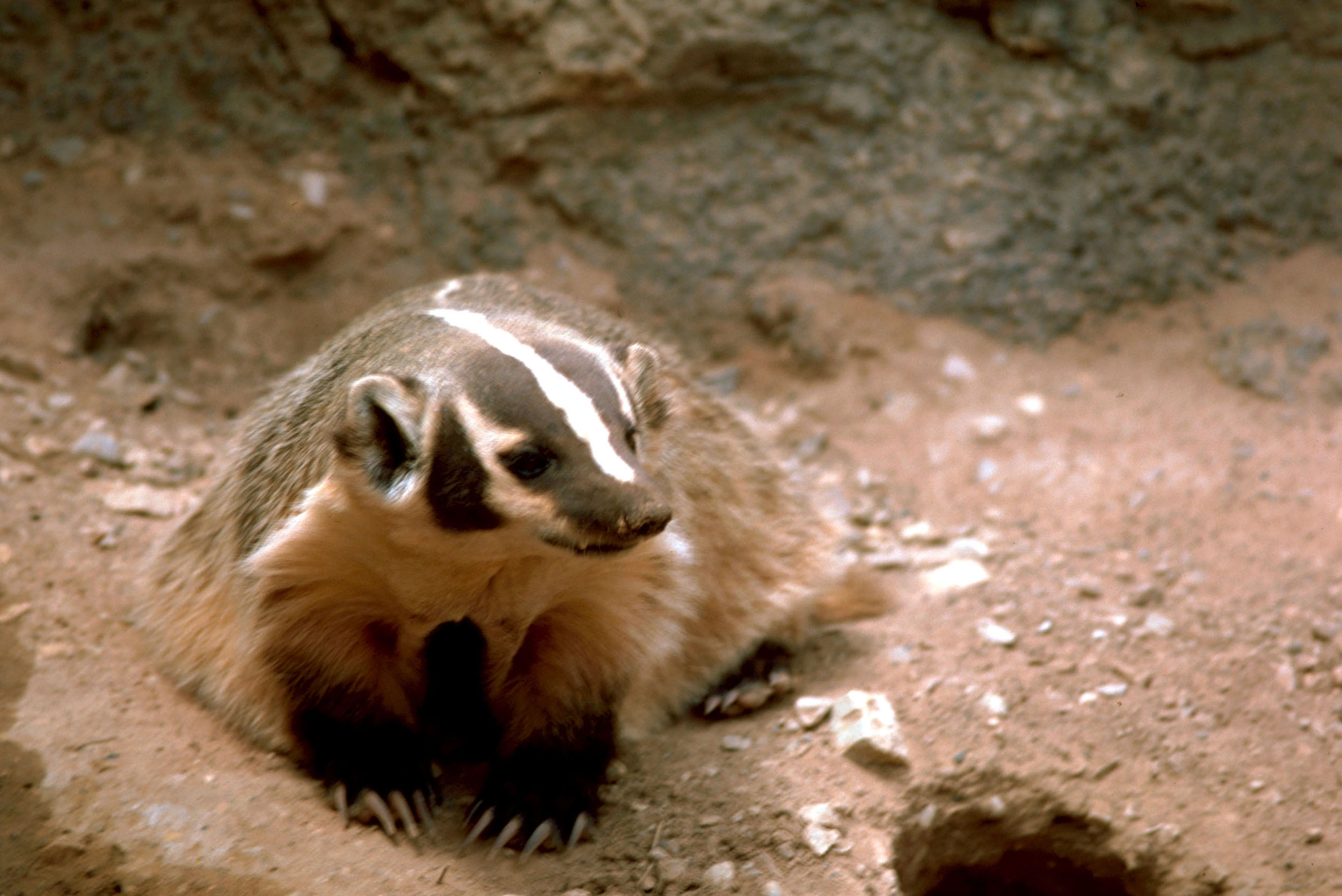
Taxidea taxus

Das eher lange Fell an Rücken und Seiten ist grau gefärbt, manchmal mit einem rötlichen Anflug, die Unterseite ist heller, meist gelbgrau. Die Beine sind dunkler, meist dunkelbraun oder schwarz. Charakteristisch ist ein weißer Streifen, der sich von der Nase nach hinten zieht. Während er bei Tieren in nördlichen Regionen auf Höhe der Schultern endet, reicht er in südlichen Gegenden bis auf den hinteren Bereich des Rumpfes. Das Gesicht ist schwarz und weiß gemustert, Kinn und Kehle sind ebenfalls weiß. Die Schnauze ist spitz, die Ohren sind abgerundet und sitzen weit unten am Kopf.
Der Körperbau der Silberdachse erweckt einen flachgedrückten, aber dennoch stämmigen Eindruck. Die Vorderpfoten tragen lange, auffällig gebogene Krallen, der Schwanz ist kurz und buschig. Diese Tiere erreichen eine Kopfrumpflänge von 42 bis 72 Zentimeter, der Schwanz wird 10 bis 16 Zentimeter lang und ihr Gewicht variiert zwischen 4 und 12 Kilogramm.

## Verbreitung und Lebensraum

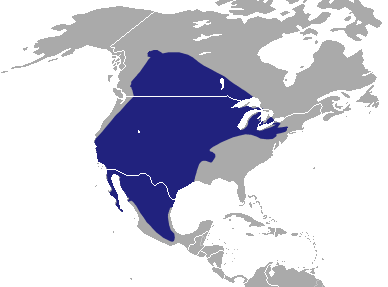
Verbreitungsgebiet des Silberdachses

Silberdachse sind in Nordamerika beheimatet, ihr Verbreitungsgebiet umfasst hauptsächlich die Great-Plains-Region im mittleren Teil des Kontinents. Es reicht vom nördlichen Alberta über weite Teile der westlichen und mittleren USA bis ins zentrale Mexiko. Ihr Lebensraum sind offene, trockene Gebiete wie Prärien und Grasländer, manchmal auch Viehweiden.
Silberdachse sind jedoch nicht auf gemäßigte oder warme Regionen limitiert. In der letzten Kaltzeit traten sie auch im Osten Alaskas auf, als dieses Gebiet von kalter trockener Tundra oder Mammutsteppe eingenommen war. Als Steppenbewohner konnten sie Asien über die damals vorhandene Landbrücke wegen der höheren Feuchte Beringias nicht erreichen.

## Lebensweise

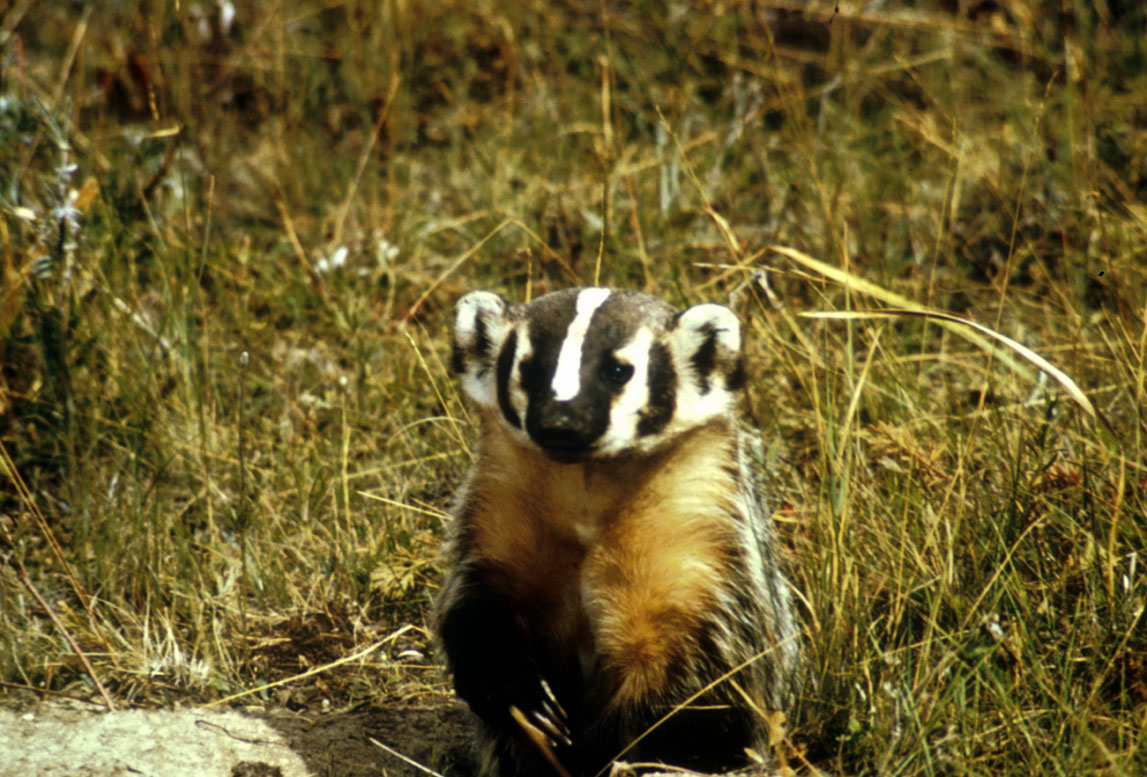
Taxidea taxus

Der flache Körper und die gebogenen Krallen der Vorderpfoten zeigen, dass Silberdachse schnelle und kräftige Gräber sind, die in kürzester Zeit hartes Erdreich aufreißen können. Die Grabetätigkeit dient hauptsächlich dem Zweck der Jagd auf Beutetiere; allerdings schlafen die Dachse auch in den gegrabenen Tunneln oder modifizieren dazu die Baue anderer Tiere. Im Gegensatz zum Europäischen Dachs bewohnen sie ihre Baue nicht lebenslang, sondern höchstens für einen Monat, sie haben auch meist mehrere Baue in ihrem Territorium. Die Baue der Silberdachse können 10 Meter lang sein und sich 3 Meter tief ins Erdreich erstrecken, am Ende befindet sich eine runde, mit Blättern ausgelegte Schlafkammer.
Üblicherweise sind sie das ganze Jahr über aktiv, bei ausgesprochen strengen Wintern bleiben sie aber für mehrere Tage oder sogar Wochen in ihrem Bau und halten Winterruhe.
Auch in ihrem sozialen Verhalten unterscheiden sich die Silberdachse vom Europäischen Dachs. Sie sind vollkommen ungesellige Einzelgänger. Sie können zu jeder Tageszeit auf Nahrungssuche gehen, sind jedoch meist nachtaktiv. In der Regel sind sie standorttreu und bleiben oft im gleichen Revier. Die Reviere männlicher Tiere sind mit 2,4 Quadratkilometern größer als die der Weibchen mit 1,6 Quadratkilometern. Diese Tiere zeigen kein ausgeprägtes Territorialverhalten, zwar können sich die Reviere überlappen, trotzdem gehen sich die Tiere aus dem Weg.

## Nahrung
Anders als der Europäische Dachs frisst der Silberdachs kaum pflanzliche Nahrung. Vor allem unterirdisch lebende Nagetiere, aber auch bodenbrütende Vögel und deren Eier, Reptilien (auch Klapperschlangen) und Insekten gehören zu seinen Beutetieren. Im Gegensatz zu vielen anderen Raubtieren erjagen sie ihre Nahrung nicht vorrangig, sondern graben nach ihr.
Im Januar 2016 fanden Forscher der Universität Utah durch ausgelegte Köder in Form von Kuhkadavern heraus, dass der Silberdachs auch in der Aasverwertung eine Rolle spielt.
Mehrere Beobachtungen deuten darauf hin, dass Silberdachse  und Kojoten gelegentlich in einer Art Jagdgemeinschaft agieren. So wurde beschrieben, dass ein Silberdachs und ein Kojote gemeinsam auf Beutetiere wie Erdhörnchen ansetzen, wobei sich der Jagderfolg für den Kojoten durch diese Zusammenarbeit um etwa ein Drittel erhöhen kann. Die Wirksamkeit dieser Kooperation wird vor allem auf die unterschiedlichen Jagdstrategien beider Arten zurückgeführt: Während ein Kojote seine Beute vor allem über kurze Verfolgungen im Freien stellt, gräbt der Dachs bevorzugt den Bau auf oder lauert Beutetieren unter der Erde auf. Dadurch steigt die Wahrscheinlichkeit, dass das Beutetier beim Versuch zu fliehen entweder vom einen oder vom anderen Räuber erfasst wird.
Obwohl diese Beobachtungen den Schluss nahelegen, dass es sich um eine funktionale Kooperation handeln kann, ist der konkrete Nutzen für die Dachse bislang nicht eindeutig geklärt. Einige Forscher gehen davon aus, dass die Dachse durch das Zusammenspiel mit dem Kojoten weniger Energie beim Graben aufwenden oder mehr Zeit unter der Erde verbringen können. Andere wiederum bezweifeln, dass Dachse einen vergleichbaren Vorteil haben wie Kojoten, die nachweislich von den durch Dachse aufgeschreckten Tieren profitieren. Die wissenschaftliche Diskussion gilt daher als noch nicht abgeschlossen.

## Fortpflanzung

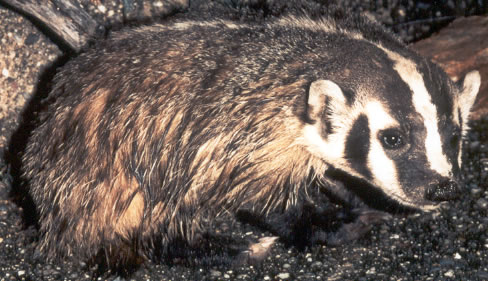
Silberdachs

Die Paarung erfolgt im Sommer und im Frühherbst, aber aufgrund der verzögerten Einnistung beginnt die eigentliche Tragzeit erst zwischen Dezember und Februar. Im März oder April bringt das Weibchen dann nach einer tatsächlichen Trächtigkeitsdauer von rund sechs Wochen ein bis fünf Jungtiere zur Welt. Die Neugeborenen sind zunächst blind und hilflos und verbringen ihre ersten Lebenswochen in einem mit Gräsern oder Blättern gepolsterten Bau. Nach vier Wochen öffnen sich ihre Augen, nach sechs Wochen werden sie entwöhnt. Weibchen werden oft mit vier Monaten bereits geschlechtsreif, Männchen pflanzen sich hingegen erst in ihrem zweiten Lebensjahr fort.
Die durchschnittliche Lebenserwartung in freier Natur beträgt vier bis fünf Jahre, das Höchstalter 14 Jahre. In menschlicher Obhut können sie deutlich älter werden, das älteste bekannte Exemplar wurde 26 Jahre alt.

## Silberdachse und Menschen
Mit Ausnahme des Menschen haben erwachsene Silberdachse kaum natürliche Feinde. Manchmal werden sie verfolgt, weil ihre Baue knapp unter der Erdoberfläche verlaufen und sich Weidetiere daher beim Einbrechen Knochenbrüche zuziehen können. Weitere Gefahren stellen der Straßenverkehr und vergiftete Köder, die eigentlich für Kojoten ausgelegt wurden, dar.
Das Silberdachsfell wird zu Pelzen verarbeitet. Auch wurden in früheren Zeiten aus ihren Haaren Rasierpinsel hergestellt; heute werden dazu zumeist Haare von Dachsen aus China verwendet.
Trotzdem haben Silberdachse ihr Verbreitungsgebiet im 19. und 20. Jahrhundert ausdehnen können, sie sind heute unter anderem auch in Ontario und Ohio verbreitet, vereinzelte Sichtungen gibt es auch bereits aus Neuengland. Silberdachse zählen nicht zu den bedrohten Arten.

## Systematik
Silberdachse wurden früher den Dachsen (Melinae) zugerechnet, einer ansonsten nur in Eurasien verbreiteten Mardergruppe. Die Ähnlichkeiten mit diesen dürften aber nur auf Konvergenz beruhen. Jüngere Untersuchungen ordnen sie in einer eigenen Unterfamilie (Taxidiinae) ein.